# Curtiss Model H
La Curtiss Model H fue una familia de modelos de hidrocanoas tempranos de largo alcance, de los que los primeros dos aparatos fueron desarrollados directamente a comisión en los Estados Unidos, en respuesta al premio de 10 000 libras al desafío emitido en 1913 por el periódico londinense Daily Mail, por el primer cruce aéreo sin escalas del Atlántico. Como primer avión con capacidad de alcance trasatlántico y transporte de carga, se convirtió en el gran desarrollo que condujo a los primeros viajes aéreos comerciales internacionales, y, por extensión, al mundo moderno de la aviación comercial. El último modelo producido ampliamente, el Model H-12, fue designado retrospectivamente Model 6 por la compañía de Curtiss en los años 30, y varios modelos tuvieron variantes con letras en sufijo indicando las diferencias.

## Diseño y desarrollo

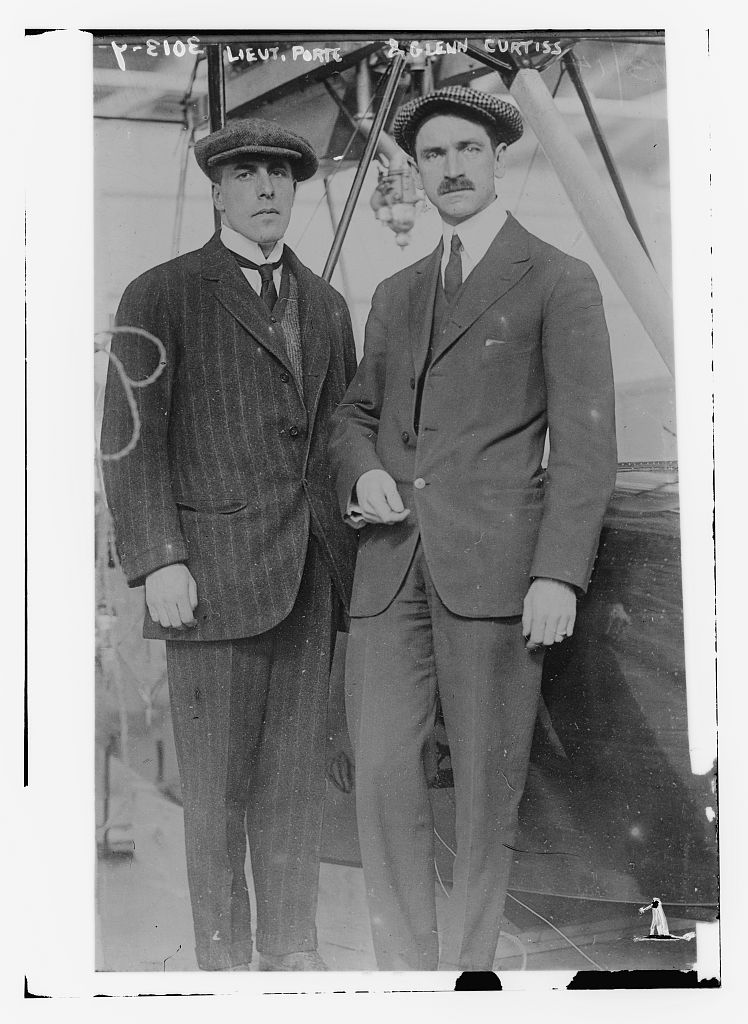
Porte y Curtiss en su aparición en el The New York Times de 10 de marzo de 1914, de pie junto a un Model F.

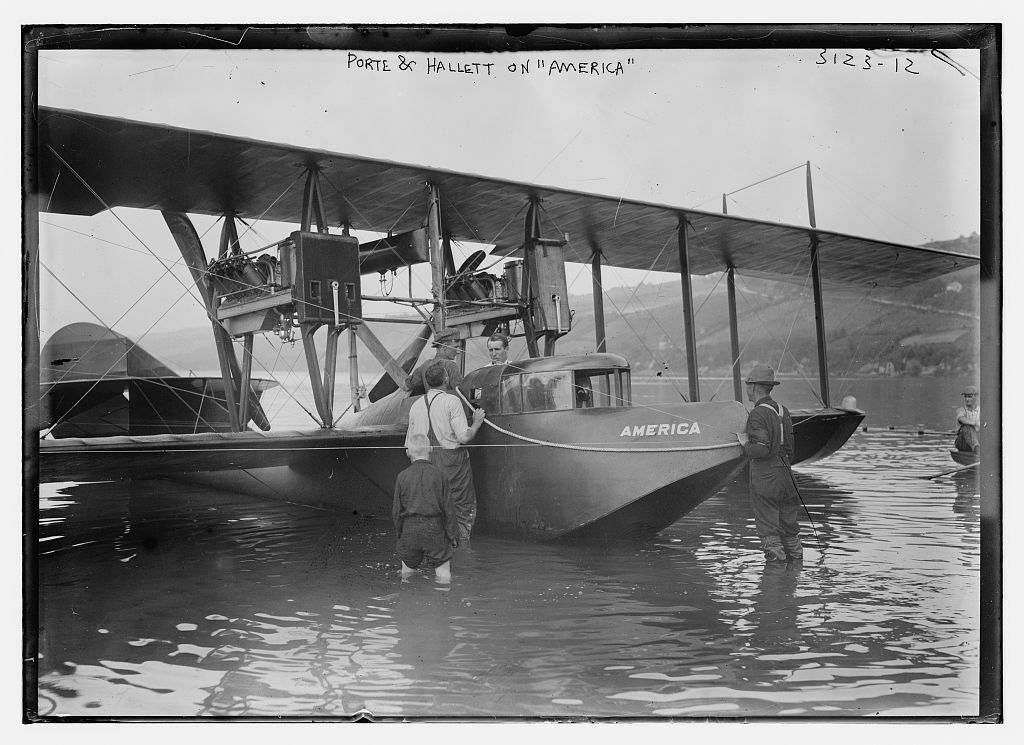
Porte y Hallett en el "America", tras la botadura en Hammondsport, junio de 1914, mostrando los motores Curtiss OX-5.

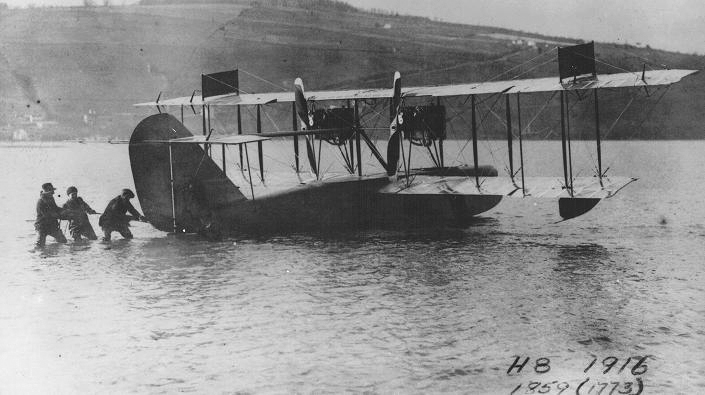
Prototipo del Model H-8 en el lago Keuka, 1916.

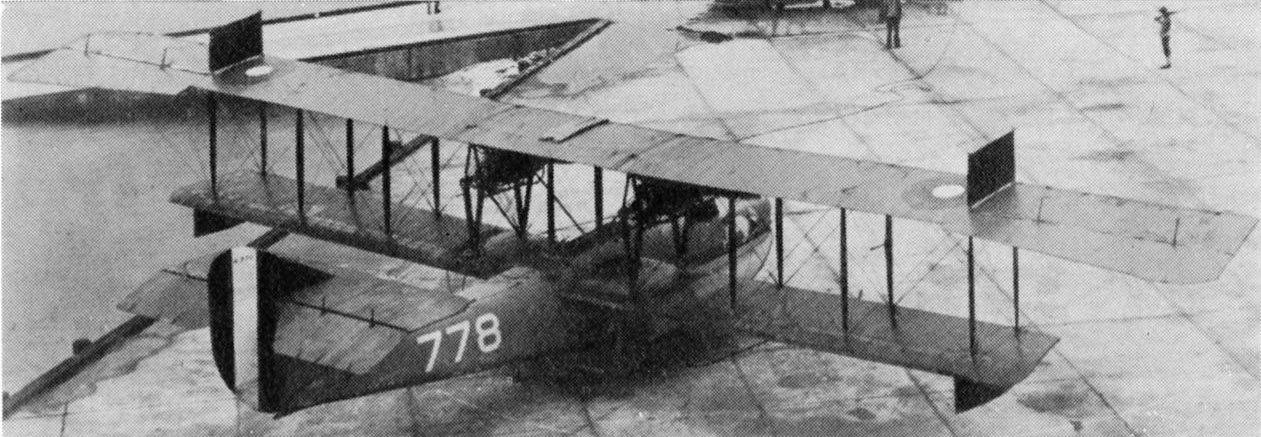
Curtiss H-12L en servicio con la Armada estadounidense.

Teniendo capacidad de alcance trasatlántico y transporte de carga por diseño, el primer modelo H-2 (prontamente apodado "The American" por la Marina Real británica) fue rápidamente elegido para su uso en la guerra como aeronave de patrulla y rescate por el Real Servicio Aéreo Naval (RNAS), el arma aérea de la Marina Real británica. Los dos aviones "de concurso" originales fueron requisados por la Marina Real, que más tarde los compró y realizó una orden de producción de otros 12 aparatos adicionales (siendo los 14 ejemplares militarizados, por ejemplo, añadiendo montajes) y designados H-4 (a partir de entonces, los dos aparatos originales fueron Model H-2 para los historiadores aéreos). Estos cambios se produjeron bajo contrato en la fábrica de Curtiss en la última orden de 50 H-4, llegando a un total del modelo de 64 ejemplares, antes de la evolución de una sucesión de modelos H mayores, más adaptables y más robustos. Este artículo cubre toda la línea de alrededor de 500 hidrocanoas Curtiss Model H que se conoce que se hayan producido, ya que los modelos sucesivos (para cualquier designación de submodelo) eran físicamente similares y se manejaban de la misma manera, siendo esencialmente agrandados en tamaño y estando equipados con motores mayores y mejorados (los avances en la tecnología de los motores de combustión interna en los años 10 fueron tan rápidos y explosivos como en ningún otro avance tecnológico).
Cuando el periódico Daily Mail de Londres ofreció un premio de 10 000 libras para el primer cruce aéreo sin escalas del Atlántico en 1913, el hombre de negocios estadounidense Rodman Wanamaker decidió que el mismo se lo llevaría un avión estadounidense y contrató a la Curtiss Aeroplane and Motor Company para que diseñara y construyera una aeronave capaz de realizar el vuelo. La oferta del periódico de un gran premio monetario para "un avión de alcance transoceánico" (en una era donde virtualmente no había aeropuertos) motivó a entusiastas aéreos en todo el mundo, y en América provocó una colaboración entre pioneros aéreos estadounidenses y británicos: Glenn Curtiss y John Cyril Porte, espoleados financieramente por el patrocinio nacionalista del entusiasta aéreo Wanamaker. El modelo, aunque encargado por Wanamaker, fue diseñado bajo la supervisión de Porte siguiendo su estudio y la nueva disposición del plan de vuelo, y fue construido en los talleres de Curtiss. El resultado fue una versión sobreescalada del trabajo de Curtiss para la Armada de los Estados Unidos y su Curtiss Model F. Con Porte también como piloto de pruebas jefe, el desarrollo y pruebas de los dos prototipos se desarrolló rápidamente, a pesar de las inevitables sorpresas y problemas de madurez inherentes en los nuevos motores, casco y fuselaje.
El Wanamaker Flier era un diseño de biplano convencional con alas de dos vanos sin decalaje y distintas envergaduras, con dos motores tractores montados lado a lado encima del fuselaje, en el hueco interplanar. Se añadieron flotadores de punta alar directamente debajo de las alas inferiores, cerca de las puntas. La aeronave recordaba a los diseños de hidrocanoa anteriores de Curtiss, pero era considerablemente mayor para poder llevar suficiente combustible como para recorrer 1700 km. Los tres miembros de la tripulación estaban acomodados en una cabina totalmente cerrada.
Bautizado America, y botado el 22 de junio de 1914, las pruebas comenzaron al día siguiente y pronto revelaron un defecto grave en el diseño: la tendencia del morro de la aeronave a querer sumergirse cuando se incrementaba la potencia del motor, mientras carreteaba por el agua. Este fenómeno no se había dado anteriormente, ya que los diseños anteriores de Curtiss no habían usado motores tan potentes. Para contrarrestar este efecto, Curtiss instaló aletas en los lados de la proa para añadir sustentación hidrodinámica, pero pronto las reemplazó por estabilizadores que añadieran más flotabilidad. Ambos prototipos, una vez equipados con los estabilizadores, fueron llamados entonces Model H-2, siendo actualizados de forma paulatina y alterna. Estos estabilizadores quedarían como una característica prominente del diseño de los cascos de los hidrocanoas en las décadas siguientes. Con el problema resuelto, se prosiguieron las preparaciones para el cruce transatlántico, y el 5 de agosto de 1914 fue elegido para aprovechar la luna llena.
Estos planes fueron interrumpidos por el estallido de la Primera Guerra Mundial, que incluso provocó que Porte, que era el piloto del America con George Hallett, fuese llamado para el servicio con la Marina Real británica. Impresionado por las capacidades que había observado, Porte recomendó al Almirantazgo requisar (y más tarde, comprar) el America y su gemelo a Curtiss. A finales del verano de 1914, habían sido probados totalmente y transportados en barco a Inglaterra el 30 de septiembre, a bordo del RMS Mauretania. Esto fue seguido por la decisión de ordenar 12 aeronaves similares más, un Model H-2 y los restantes como Model H-4, siendo cuatro ejemplares de los últimos montados en el Reino Unido por Saunders. Todos eran esencialmente idénticos al America, y, de hecho, fueron llamados "America" en el servicio con la Marina Real. Este lote inicial fue seguido por otros 50 aparatos.
Estas aeronaves fueron pronto de gran interés para el Almirantazgo británico en las tareas de patrulla antisubmarina y rescate aéreo-marítimo. La compra inicial de la Marina Real de solo dos aviones finalmente se amplió a una flota que entró extensamente en servicio durante la Primera Guerra Mundial en estas tareas, siendo muy desarrollada en el proceso (junto con muchas variantes derivadas o descendientes) bajo los comprimidos ciclos de investigación y desarrollo disponibles en tiempo de guerra. Consecuentemente, según progresaba la guerra, el Model H fue desarrollado en variantes progresivamente mayores, y sirvió de base para desarrollos paralelos en el Reino Unido, bajo el liderazgo de John Cyril Porte, responsable de la serie de hidrocanoas "Felixstowe" con sus mejores formas hidrodinámicas del casco, comenzando con el Felixstowe F.1 (una forma de casco que a partir de entonces se convirtió en estándar en hidroaviones de todos los tipos, igual que hicieron los estabilizadores con los hidrocanoas).
Curtiss desarrolló luego una versión agrandada del mismo diseño, designada Model H-8, con acomodo para cuatro tripulantes. Se construyó un prototipo y fue ofrecido a la Armada estadounidense, aunque finalmente también fue comprada por el Almirantazgo británico. Este avión sirvió de patrón del Model H-12, muy usado en la Marina Real y en la Armada estadounidense. Una vez puesto en servicio con el RNAS, fue conocido como Large America, recibiendo el H-4 el retrónimo Small America.
Originalmente, el Model H-12 poseía motores Curtiss V-X-X de 118 kW (160 hp), pero estos motores estaban faltos de potencia y fueron juzgados insatisfactorios por los británicos, por lo que en servicio con el Real Servicio Aéreo Naval (RNAS), el H-12 fue remotorizado con el Rolls-Royce Eagle I de 205 kW (275 hp) y luego el Eagle VIII de 280 kW (375 hp). Porte rediseñó el H-12 con un casco mejorado; este diseño, el Felixstowe F.2, fue producido y entró en servicio. Algunos H-12 fueron reconstruidos más tarde con un casco similar al del F.2, siendo conocidos como Converted Large America. Más tarde, los aviones de la Armada estadounidense recibieron el motor Liberty (designados Curtiss H-12L).
Curiosamente, la designación Model H-14 de la compañía Curtiss fue aplicada a un diseño sin relación alguna (ver Curtiss HS), pero el Model H-16, introducido en 1917, representó el paso final en la evolución del diseño del Model H. Con alas de envergadura mayor, y un casco reforzado similar al de los hidrocanoas Felixstowe, los H-16 estaban propulsados por motores Liberty en servicio con la Armada estadounidense y motores Eagle IV en el británico. Estos aviones permanecieron en servicio hasta el final de la Primera Guerra Mundial. Algunos se ofrecieron como equipo militar excedente por 11 053 dólares la unidad (un tercio de su precio original). Otros permanecieron en servicio con la Armada estadounidense durante algunos años tras la guerra, recibiendo la mayoría mejoras de motor con variantes más potentes del Liberty.

## Historia operacional
Con el RNAS, los H-12 y H-16 operaron desde estaciones de hidroaviones en la costa, realizando patrullas antisubmarinas y antizepelín sobre el Mar del Norte. El RNAS recibió en total 71 H-12 y 75 H-16, comenzando las patrullas en abril de 1917, permaneciendo en servicio 18 H-12 y 30 H-16 en octubre de 1918.
Los H-12 de la Armada estadounidense permanecieron en casa y no entraron en servicio foráneo, pero realizaron patrullas antisubmarinas desde sus propias estaciones navales. Se entregaron veinte aviones a la Armada. Sin embargo, algunos H-16 llegaron a bases en el Reino Unido a tiempo para entrar limitadamente en servicio justo antes del cese de las hostilidades. A los pilotos de la Armada les disgustaba el H-16 porque, en caso de un aterrizaje accidentado, era probable que los grandes motores encima y detrás de la cabina se soltaran y golpearan al piloto.

## Variantes

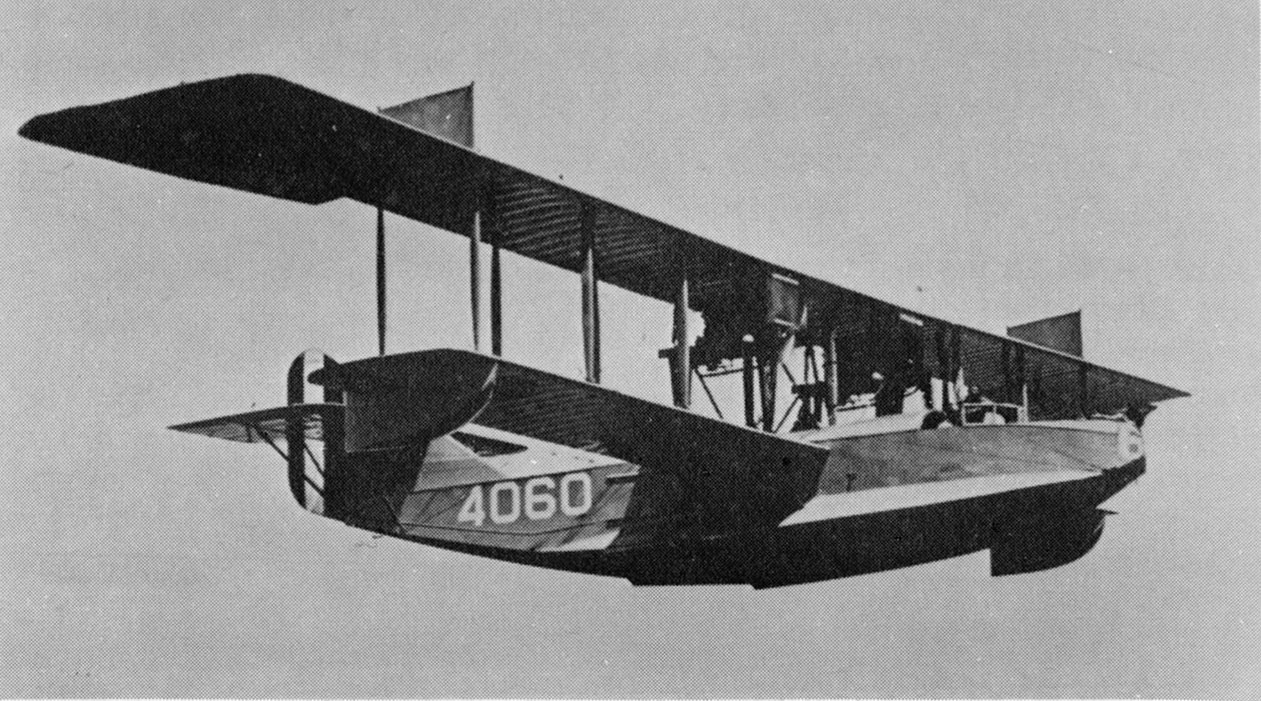
Curtiss H-16 en servicio con la Armada estadounidense.

Model H-1 (Model 6)
America original ideado para el cruce transatlántico, dos prototipos construidos.
Model H-2
Uno construido.
Model H-4
Similar al H-1, para el RNAS, 62 construidos.
Model H-7
Super America.
Model H-8
Versión agrandada del H-4, un prototipo construido.
Model H-12 (Model 6A)
Versión de producción del H-8 con motores Curtiss V-X-X, 104 construidos.
Model H-12A (Model 6B)
Versión del RNAS remotorizada con Rolls-Royce Eagle I.
Model H-12B (Model 6D)
Versión del RNAS remotorizada con Rolls-Royce Eagle VIII.
Model H-12L
Versión de la Armada estadounidense remotorizada con motores Liberty.
Model H-16 (Model 6C)
Versión agrandada del H-12, 334 construidos por Curtiss y Naval Aircraft Factory.
Model H-16-1
Model 16 equipado con motores propulsores, uno construido.
Model H-16-2
Model 16 equipado con motores propulsores y célula alar revisada, uno construido.

## Operadores
Brasil
- Marina de Brasil
  - Aviación Naval Brasileña

 Canadá
- Fuerza Aérea canadiense (1920–1924): dos H-16 Large America procedentes de la Real Fuerza Aérea como Donación Imperial.[12]

 Estados Unidos
- Armada de los Estados Unidos
- American Trans-Oceanic Company

 Países Bajos
- Servicio de Aviación Naval de los Países Bajos

 Reino Unido
- Real Servicio Aéreo Naval
- Real Fuerza Aérea

## Especificaciones (Model H-12A)
Referencia datos: Curtiss Aircraft 1907–1947, British naval aircraft since 1912

### Características generales
- Tripulación: Cuatro
- Longitud: 14,17 m
- Envergadura: 28,25 m
- Altura: 5,03 m
- Superficie alar: 113,0 m2
- Perfil alar: RAF 6[15]
- Peso vacío: 3308 kg
- Peso cargado: 4831 kg
- Planta motriz: 2× motor lineal V-12 refrigerado por agua Rolls-Royce Eagle I.
  - Potencia: 205 kW (275 hp); más tarde Rolls-Royce Eagle VII de 257 kW (345 hp) o Rolls-Royce Eagle VIII de 280 kW (375 hp) cada uno.
- Hélices: Cuatripala de paso fijo

### Rendimiento
- Velocidad máxima operativa (Vno): 137 km/h a 610 m (2000 pies)
- Alcance: 6 h
- Techo de vuelo: 3300 m (10 800 pies)
- Régimen de ascenso: 1,71 m/s (336 pies/min)
- Tiempo a altitud: 610 m (2000 pies) en 3 min, 18 s; 3000 m (10 000 pies) en 29 min, 48 s

### Armamento
- Ametralladoras: 

  - 4x Lewis de 7,7 mm en montajes flexibles
- Bombas: 

  - 4 de 45 kg o 2 de 100 kg bajo las alas

### Desarrollos relacionados
- Curtiss Model F[2]
- White & Thompson No. 1 Seaplane
- Porte Baby[17]
- Curtiss Wanamaker Triplane (Model T)
- Felixstowe F.1
- Felixstowe F.2

### Aeronaves similares
- Norman Thompson N.T.4

### Secuencias de designación
- Secuencia Alfabética (interna de Curtiss): ← F - FL - GS - H/HS - HA - J - K →
- Secuencia Numérica (interna de Curtiss): ← 3 - 4 - 5 - 6 - 7 - 8 - 9 →

### Listas relacionadas
- Anexo:Aeronaves militares de los Estados Unidos (navales)